# Grand Theft Auto
Grand Theft Auto (GTA) рачунарска је и видео-игра коју је створио шкотски DMA Design (сада Rockstar North), а објавио ASC Games 1997. године. Касније, уместо ASC Games, GTA игрице је објављивао Rockstar Games. То је прва GTA игра направљена, и део је GTA франшизе која садржи девет самосталних игара и четири проширења за оригинал. Игра допушта да се играч окуша као криминалац који може слободно ићи градом. Разноврсне мисије су задане, као што су пљачке банака, убиства и други слични злочини. Постоји више протагониста који се могу мењати, а може им се чак одабирати и име. У сваком нивоу играчу је задат број бодова које треба постићи, а да то учини доступно му је пет живота. Бодови су у ствари новац, који може бити потрошен на разне ствари, као што је фарбање аута. Међутим, сваки долар потрошен се одузима од бодова, па то играча удаљава од коначног циља. Постоји неколико начина како зарадити бодове. То могу бити разни злочини, попут сударања с аутима (10 бодова) или убијања полицајаца (1000 бодова). Што је злочин озбиљнији, то доноси више бодова. Озбиљнији злочини брже привлаче полицију. Још један начин је да играч украде ауто те га прода на једном од многобројних пристаништа изван града за неколико хиљада бодова. Када играч заврши мисију, множилац бодова се повећа за један. Множилац се множи са нормалном зарадом, на пример: убиство полицајца доноси 1000×1=1000 бодова; ако је играч прешао две мисије, множилац се повећава за два па испада 1000×3=3000 бодова. Повећање множиоца утиче на све, па и на зараду при завршетку мисија. Играч је слободан, тј. ради све што жели. Може истраживати град, изазивати смрт и уништење или украшавати ауте и продавати их; али да пређе ниво играч мора завршити одређен број мисија. Чак и у мисијама играч има слободу, да бира пут којим ће се кретати иако је одредиште већином на тачно одређеном месту (не миче се). Оволиком количином слободе не може се похвалити скоро ниједна акциона игра. У GTA 1 постоје три града: Либерти сити који је направљен по узору на Њујорк, Вајс сити који је базиран на Мајамију и Сан Андреас који је направљен према Сан Франциску.

## GTA серијал
Постоји укупно 14 GTA игрица и четири експанзије за оригиналне игрице. GTA игрице су подељене на три ере:
- Дводимензионална ера ( ера)
- Тродимензионална ера ( ера)
- Ера у високој дефиницији (HD ера)

## 2D ера

### Grand Theft Auto
Grand Theft Auto је прва, оригинална игрица GTA серијала направљена 1997. године. Grand Theft Auto се још зове GTA 1, да се не би заменио са GTA серијалом. Игрица се налази у птичјој перспективи. Првобитно је направљена за MS-DOS, али је касније направљена и за PC, Плеј-Стејшн и Game Boy Color. Оригинални GTA се састоји од низа нивоа смештених у једном од три града у игри. Постоји више протагониста који се могу мењати, а може им се чак мењати и име. У сваком нивоу играчу је задат број бодова које треба постићи, а да то постигне, доступно му је пет живота. Бодови су у ствари новац, који може бити потрошен на разне ствари, као што је фарбање аута. Међутим, сваки долар потрошен се одузима од бодова, па то играча удаљује од коначног циља. Постоји неколико начина како зарадити бодове. То могу бити разни злочини, попут сударања с аутима (10 бодова) или убијања полицајаца (1000 бодова). Што је озбиљнији злочин, он доноси више бодова. Озбиљнији злочини брже привлаче полицију. Још један начин је да играч украде ауто те га прода на једном од многобројних пристаништа изван града за неколико хиљада бодова. Када играч заврши мисију, множитељ бодова се повећа за један. Множитељ се множи са нормалном зарадом, на пример: убиство полицајца доноси 1000×1=1000 бодова, ако је играч прешао две мисије, множитељ се повећава за два па испадне овако: 1000×3=3000 бодова. Повећање множитеља утиче на све, па и на зараду при завршетку мисија. Играч је слободан, тј. ради све што жели. Може само истраживати град, изазивати смрт и уништење или украшавати ауте и продавати их; али да заврши ниво играч мора завршити одређен број мисија. Чак и у мисијама играч има одређену слободу, да бира пут којим ће се кретати иако је одредиште већином на тачно одређеном месту (не миче се). Оволиком количином слободе не може се похвалити скоро ниједна акциона игра. У GTA 1 постоје три града: Либерти сити који је направљен по Њујорку, Вајс сити који је базиран на Мајами и Сан Андреас који је направљен по Сан Франциску, који ће касније Сан Андреас, (не рачунајући Либерти сити и Вајс сити, који ће бити у каснијим играма и даље као градови) бити употребљен као једна огромна држава у GTA San Andreas-у и у GTA 5-ици.

### Grand Theft Auto: London 1969 и Grand Theft Auto: London 1961
То су две експанзије за GTA 1, направљене 1999. За GTA London 1969 потребан је оригинални GTA, а за GTA London 1961 потребан је и GTA 1 и GTA London 1969. Радња се дешава у Лондону, и то су две једине GTA игрице чији град има исто име као град на чијем је базиран, и такође, једине у којој се радња дешава у стварном граду.

### Grand Theft Auto 2
То је друга GTA игрица такође у птичјој перспективи направљена за лични рачунар, PlayStation 22. октобра 1999. године. Радња се дешава у будућности, у граду који се зове Anywhere City.
Протагониста се зове Клод Спид. То је једини Grand Theft Auto чији град није базиран ни на једном постојећем граду. У односу на претходне игре, графика је побољшана.

### Grand Theft Auto Advance
Игрица је направљена ексклузивно за Гејм Бој Адванс, а издата је у исти дан кад и познати GTA San Andreas. Радња се дешава у Либерти Ситију из GTA III. Радња приче се дешава у 2000. години. Главни лик је Мајк, који жели са својим пријатељем Винијем да оде из Либерти Ситија. Међутим, Вини је убијен тако што му је постављена бомба у ауто. Мајк тада планира освету онима који су то учинили. Grand Theft Auto Advance је веома ограничена због ограничених хардверских могућности Гејм Бој Адванса. Због тога, а и због тога што је издат у исти дан кад и GTA San Andreas, игрица је добила веома лоше критике и уопште није позната.

## 3D ера

### Grand Theft Auto III
Прва Grand Theft Auto игрица која је у тродимензионалном приказу, мада се може и даље променити на птичју перспективу у случају да се играч не уклапа најбоље у нову околину. Многе ствари су измењене, нпр. уместо бодова користи се амерички долар. Радња приче се десила 2001. Протагониста се зове Клод (нипошто Клод Спид), што се могло сазнати у GTA Сан Андреасу. Клод је једини протагониста у свим GTA игрицама који не говори. Рокстар Гејмс је то објаснио да нису дали глас протагонисти зато што су имали других проблема и да су са великом тешкоћом дали глас протагонисти у GTA Вајс Ситију, али после Вајс Ситија више то није био проблем. Радња приче се дешава у Либерти Ситију, пародији Њујорка, који је мање географски тачан него у дводимензионалној ери. Grand Theft Auto III је направљен за PlayStation 2 2001. и лични рачунар почетком 2002. а за Xbox 2003. Недавно је направљена GTA III 10th Year Annivesary верзија игрице, која прославља десет година откако је Grand Theft Auto III издат.

### Grand Theft Auto: Vice City
Grand Theft Auto Vice City је друга по реду тродимензионална игрица. Радња приче је смештена у Вајс Сити који је базиран на Мајами. Радња приче се дешава 1986. године, и састоји многе ствари из осамдесетих година 20. века. Протагониста се зове Томи Версети, пореклом Италијан, који је дошао у Вајс Сити. На крају ће постати један од водећих личности у граду. Његов пријатељ је био Ленс Венс, али га је на крају издао. Радња приче је жестоко базирана на филм Scarface, у којем је радња такође смештена у осамдесете, само што на крају Томи Версети неће бити убијен као Тони Монтана, већ ће преживети. Grand Theft Auto Vice City је направљен за PlayStation 2 27. октобра 2002. године, лични рачунар 12. мај 2003. и Xbox 11. април 2003. Занимљиво је то да је Grand Theft Auto Vice City направљен за само девет месеци. Као и код GTA III, постоји 10th Year Annivesary верзија игрице, која прославља десет година откако је Grand Theft Auto Vice City издат.

### Grand Theft Auto: San Andreas
Grand Theft Auto San Andreas је направљен за PlayStation 2 26. октобра 2004, Xbox 7. јуна 2005. и лични рачунар 7. маја 2005. Радња Grand Theft Auto San Andreas-a се дешава 1992. године. Протагониста се зове Карл Џонсон (CJ), који се вратио у Лос Сантос из Либерти Ситија после пет година. Радња се дешава у измишљеној држави Сан Андреасу, који је базиран на Калифорнији и Невади. У Сан Андреасу постоје три града:
- Лос Сантос (базиран на Лос Анђелесу),
- Сан Фиеро (базиран на Сан Франциску)
- Лас Вентурас (базиран на Лас Вегасу)

и дванаест села у Лос Сантосу:
- Дилимор
- Блубери
- Монтгомери
- Паломино Крик
- у Сан Фиеру:
- Ејнџел Пајн
- у Лас Вентурасу:
- Бејсајд
- Ел Квебрадос
- Лас Баранкас
- Лас Брухас
- Алдеа Малвада
- Лас Пајасдас
- Форт Карсон.

Сан Андреас је друга највећа мапа у GTA свету, одмах после GTA V.

### Grand Theft Auto: Liberty City Stories
Grand Theft Auto Liberty City Stories (скраћено: GTA LCS) је смештен у 1998. годину, а направљен је ексклузивно за Play Station Portable 25. октобра 2005. и PlayStation 2 6. јуна 2006. Протагониста је Тони Ћиприани, мафијаш и један од главних ликова у GTA III. Либерти Сити у GTA III и Либерти Сити у GTA LCS се знатно разликују. Неки објекти су били у изградњи, нпр. Калаханов Мост (мост који је експлодирао у GTA III, па је поново направљен) тада још није био изграђен.

### Grand Theft Auto: Vice City Stories
Grand Theft Auto Vice City Stories (скраћено GTA VCS) је смештен у 1984. годину, две године пре догађаја у GTA Вајс Ситију. И GTA VCS, као и GTA LCS су издати ексклузивно за Play Station Portable 31. октобра 2006. и PlayStation 2 6. марта 2007. Протагониста је Виктор (Вик) Ленс, брат Венс Ленса. Он ће бити убијен на почетку догађаја GTA Вајс Ситија, када је био склапан уговор између Виктора и Сонија Форелија, који је послао Томија Версетија да изврши договор уместо њега.
Виктор Венс се враћа у Вајс Сити из ратне линије у форт бакстер где ради 3 посла за Џерија Мартинеза, корумпираног војног наредника. Џери Мартинез се дрогира и бави се шверцом дроге и проституцијом. Џерију се учинио добром приликом да га искористи али Вик је лукав и он са својим братом Ленц Венсом краде дрогу Мартинезу, који шаље мафију и хеликоптер да га нападну за време преласка моста који води до друге стране града. Вик одлучи послати паре свом болесном брату али прво би требало да нађу купца за дрогу. Сплетом околности нађу купца који је заправо власник дроге а Мартинез је само био маска за полицију. Браћа Мендез су власници дроге. На крају Браћа Мендез убијају Викову љубав живота Луисе Касиди, тада Вик побесни и руши Мендезову зграду и убија браћу Мендез и Мартинеза.

## HD ера

### Grand Theft Auto IV
Grand Theft Auto IV је прва Grand Theft Auto игрица која је у високој дефиницији. Протагониста се зове Никола Нико Белић, илегални имигрант са наших простора. Када је почео рат у Босни Нико је имао само 14 година. Он је учествовао у рату као тинејџер што је веома утицало на његов живот. Пред сам крај рата, његову јединицу од 15 тинејџера је издао један из њихове јединице и само су Нико, Флоријан Кравић и Дарко Бревић преживели. Нико је тада започео потрагу за њима да сазна ко је издао јединицу у којој се он борио. После десет година потраге сазнао је да је Флоријан у Либерти Ситију, месту које је базирано на Њујорку. Баш у Либерти Ситију живи његов рођак Роман Белић, који је слао имејлове Нику и Никовој мајци, Милици Белић да се обогатио у Америци и да живи Амерички сан. Због тога, а и због Флоријана Кравића Нико је одлучио да пође у Либерти Сити. Када је дошао, схватио је да је све што је Роман рекао њему и његовој мајци била лаж. Grand Theft Auto IV је издат за PlayStation 3 и Xbox 360 29. априла 2008. и лични рачунар 3. децембра 2008.

### Grand Theft Auto: The Lost and Damned
Grand Theft Auto The Lost and Damned (скраћено:GTA TLAD) је прва експанзија за оригинални Grand Theft Auto IV. Протагониста се зове Џони Клебиц, потпредседник бајкерске банде The Lost. Како Рокстар каже, игра показује другачију страну Либерти Ситија. Мисије су потпуно другачије, само што се радња дешава у Либерти Ситију и у исто време кад и оригинална прича, што значи да се Нико Белић понекад појављује у игрици. Grand Theft Auto The Lost and Damned је издат за Xbox 360 фебруара 2009, а за лични рачунар и PlayStation 3 априла 2010. За конзоле није потребан оригинални GTA IV али за лични рачунар јесте.

### Grand Theft Auto: Chinatown Wars
Grand Theft Auto Chinatown Wars игрица намењена за Nintendo DS 17. марта 2009, Sony PSP (Play Station Portable)20. октобра 2009. и Apple iOS. Радња се дешава 2009. године, у Либерти Ситију из Grand Theft Auto IV само што је прилагођена погледу одозго, и један део Либерти Ситија, State of Alderney, базиран на Њу Џерсију, није присутан у игри. Протагониста је Хуанг Ли, који је први кинески протагониста у GTA игрицама (не рачунајући GTA 1).

### Grand Theft Auto: The Ballad of Gay Tony
Grand Theft Auto The Ballad of Gay Tony (скраћено: GTA TBOGT)је друга експанзија за оригинални Grand Theft Auto IV. Главни лик у игри је Тони Принц, прозван Геј Тони. Протагониста је Луис Лопез, његов телохранитељ. Радња се такође дешава у Либерти Ситију. Изашао је 29. октобра 2009. за Xbox 360, а за лични рачунар и PlayStation 3 априла 2010. Игра је такође смештена у 2008. годину.

### Grand Theft Auto V
Grand Theft Auto V је изашао 17. септембра 2013. за PlayStation 3 и Xbox 360. Како Рокстар каже, тема игре је свемоћни долар. У игри постоје три протагонисте, а то су Мајкл, пензионисани професионални пљачкаш банака, Френклин, млади црни момак који има искуства са возилима, али нема правог искуства са криминалом и Тревор, Мајклов пријатељ који је некада био пилот. Протагонисти се могу мењати било кад и било где, чак и током мисија. Током мењања камера се помера високо у ваздух давајући лепу панораму Лос Сантоса. Радња приче се дешава у Сан Андреасу, али не у оном истом као у GTA Сан Андреасу, већ много измењеном, много реалнијем Сан Андреасу који много више подсећа на Калифорнију него претходник. Излазак верзије за лични рачунар је помјерен са 27. јануара 2015. године на 24. март 2015. године.

### Grand Theft Auto Online
Grand Theft Auto Online је онлајн игра  Grand Theft Auto V. Она омогућава да више играча игра заједно. Играчи могу да учествују у разним активностима попут мисија, трка, борби и пљачки.

### 
На сајту Rockstar Games-а је у фебруару 2022, објављено да је наредна игра из серијала у развоју. Касније те године, 19. септембра, је на сајту GTAForums процурело 90 видео снимака направљених током развоја ове игре. Сем Хаузер, власник Rockstar Games-а, је 9. новембра 2023. године најавио да ће на 25. годишњицу оснивања Rockstar Games-а бити објављен први трејлер. Децембра 5. је изашао трејлер у ком је откривено име игре и да ће игра изаћи 2025. године.

## Распоред GTA игрица
GTA игрице су распоређене на два начина: по хронолошком реду:
- Grand Theft Auto: London 1961 – 1961.
- Grand Theft Auto – 1999.
- Grand Theft Auto: San Andreas – 1992.
- Grand Theft Auto Advance – 2000.
- Grand Theft Auto: Liberty City Stories – 1998.
- Grand Theft Auto: Vice City – 1984.
- Grand Theft Auto IV – 2008.
- Grand Theft Auto: The Lost And Damned – 2008.
- Grand Theft Auto: The Ballad of Gay Tony – 2008.
- Grand Theft Auto: Chinatown Wars – 2008.
- Grand Theft Auto Online - 2013. - Данас
- Grand Theft Auto V – 2013.